# 長崎県道184号諫早多良岳線
長崎県道184号諫早多良岳線（ながさきけんどう184ごう いさはやたらだけせん）は、長崎県諫早市を通る一般県道である。

## 概要
諫早市長田町から諫早市白木峰町に至る。
JR九州長崎本線肥前長田駅付近で長崎県道124号大里森山肥前長田停車場線（国道207号にも近いが、この県道ではない）から分かれた後進路を90度北へ変えて終点の五家原岳山頂まで北上する。途中にコスモス園や国立諫早青少年自然の家がある。交通量はそれほど多くない。

### 路線データ
- 起点：長崎県諫早市長田町（長崎県道124号大里森山肥前長田停車場線交点）
- 終点：長崎県諫早市白木峰町
- 総延長：16.3 km

## 地理

### 通過する自治体
- 諫早市

### 交差する道路
| 交差する道路                                | 交差する場所 | 交差する場所 |
| ------------------------------------------- | ------------ | ------------ |
| 長崎県道124号大里森山肥前長田停車場線       | 長田町       | 起点         |
| 多良岳南部広域農道 / 多良岳レインボーロード | 長田町       |              |

### 交差する鉄道
- 長崎本線

### 沿線
- JR九州長崎本線 肥前長田駅
- 諫早市立長田小学校
- 諫早市立長田中学校
- 国立諫早青少年自然の家
- 五家原岳